# Waxworks
Waxworks es un videojuego de aventura y rol desarrollado por Accolade en 1992. Originalmente fue un juego para Amiga, pero también fue liberado para DOS. Es famoso por su aún sorprendentes representaciones de sangre y su gran dificultad. Fue el último lanzamiento de Horrorsoft antes de convertirse en Adventure Soft, una compañía conocida por ser la creadora de Simon the Sorcerer.

## Argumento
El tío del jugador ha muerto y lo abandonó con su museo privado de cera y un bola de cristal. En una carta le dice su sobrino (el jugador) que debe librarse de una maldición que cae sobre la familia y que fue lanzada hace mucho tiempo por una bruja llamada Ixona. Ésta lanzó dicha maldición que consistía en que cada vez que nacieran gemelos, uno de ellos se decantaría por los senderos del mal. El protagonista será el encargado de anular dicha maldición. Para ello, el jugador debe utilizar las figuras de cera y a través de ellas viajar por cinco períodos de tiempo y lugares: Las Pirámides, El Cementerio, Londres (con Jack el Destripador ), La Minas (infestados de mutantes) y el Witch's Lair. El jugador pasa por cada área para derrotar a los gemelos malditos. Si el jugador consigue sobrevivir a los horrores de estos mundos y aniquilar a los malvados hermanos, podrá liberar a la familia de la centenaria maldición.

### Pirámides de Egipto
Nos introduce en los tiempos del Antiguo Egipto. Nuestro gemelo malvado de esta época es el sumo sacerdote del dios Anubis. Cada año Anubis demanda un sacrificio de una virgen de la realeza. Para ello secuestraron en el mismo día de la boda del gemelo bueno de esta época a su futura esposa, a la princesa de Egipto. Nuestro deber será rescatarla dentro de una pirámide laberíntica repleta de trampas y guardias con los que luchar. Cuando la princesa sea rescatada, tendremos que luchar contra nuestro gemelo malvado. Después de derrotarlo, el jugador debe buscar la salida a la pirámide y así ser transportado a la casa del tío Boris.

### Londres
El jugador se lanza en el Londres victoriano. Aquí el hermano malvado gemelo será Jack el destripador, el cual sus víctimas eran sacrificios para Belcebú. Apareceremos al lado de su última víctima y la policía nos confundirá con él. Por ello deberemos evitarlos a toda costa, ya que si no seremos condenados a la horca. También hay masas enfurecidas que no dudaran en lincharnos. Esta parte es exclusivamente de investigar, ya que no se podrá luchar. La misión será detener a Jack antes de que mate a su próxima víctima. Después de recibir una clave de un barman para que vaya a un almacén, el jugador se encuentra allí a Molly Parkin, una mujer que dice que va a matar a Jack por haber asesinado varios de sus amigos. El jugador declara que Jack es su hermano, pero se desconoce si esto es cierto, o solo lo dijo para que Molly salga. Cuando el protagonista sale del almacén, supuestamente seguido por Molly, ésta cierra y bloquea la puerta del almacén, dejando solo al jugador fuera, donde Jack llega y se enfrenta a duelo con él. Después de matar a Jack, el jugador es transportado a la casa del tío Boris.

### Cementerio
El hermano malvado de esta época, Vladimir,  se convirtió en un maestro necromante, lo cual lo tornó inmortal. Este se apoderó de un cementerio, donde tiene como sirvientes una armada de zombis que vagan por el camposanto y un vampiro. Vladimir tuvo un interés por la maldición familiar, lo que le llevó a colectar cadáveres de sus ancestros de gemelos buenos y así negarles el descanso eterno. El jugador debe de parar a Vladimir con ayuda de sus difuntos ancestros y su tío, quien elvora un conjuro contra Vladimir. Con éste, el jugador solo tiene que tocarle y así anular su inmortalidad volviéndolo un niño. Después el jugador es transportado a la casa del tío Boris.

### La mina abandonada
En este caso el malvado gemelo fue un sacerdote de un culto satánico. Éste se le fue otorgado una poción que esclavizaba a gente al poder del demonio y los volvía más fuertes. Con cada dosis se volvieron cada vez más irreconocibles hasta ser mutantes, lo cual se vieron forzados a retraerse a una mina abandonada. El hermano malvado cambió tanto que se convirtió en un mutante que no puede ni andar y debe ser alimentado con víctimas humanas. El jugador es un inspector de seguridad para informar de la posible detonación de la mina. Aquí tendremos que rescatar a los prisioneros luchando contra los mutantes esbirros, evitando múltiples trampas y dejar nuestro hermano fuera de combate. Cuando el jugador acabe de rescatarlos a continuación tendrá que dinamitar la mina. Después de escapar, el jugador es transportado a la casa del tío Boris.

### Witch's Lair
Una vez que el jugador detenga a los cuatro gemelos, en el orden que desee, accederá a una quinta figura que le transportará al momento que la hechicera lanzó la maldición. Allí en plena Edad Media, los ancestros del jugador cortaron la mano a la bruja por intentar robarles una gallina. Para evitar que conjure la maldición debemos matarla utilizando objetos dejados por nuestros malvados gemelos en un orden específico. Cuando el jugador lo logre, el jugador habrá rescatado a su actual hermano y acabado por completo con la maldición familiar.
Si fallamos en nuestra misión de matar a la bruja obtendremos el final malo el cual consiste en que la maldición perdurará por siempre por haber fallado en la misión de detenerla

## Controversia
Waxworks es extremadamente violento y sangriento en la lucha y también en la muy detallada "muerte" del protagonista. Algunas escenas muestran cosas como una mujer con su garganta sesgada, caras rajadas y demás. Es uno de los primeros juegos que salieron con la clara advertencia de que solo podrían jugar personas de más de 18 años.

## Remake del juego
En 2020 lanzaron la remake del videojuego titulado Waxworks: Curse of the Ancestors este remake guarda gran parte de los elementos de la obra original pero con unos cambios drásticos que alteran la obra original además de que disponemos de un mapa a todo momento para podernos orientar no podemos guardar cuando se nos antoje pero hay puntos de guardado en los momentos cruciales de la trama: 
- los diálogos en su mayoría son iguales a la obra original

- en el waxwork del cementerio drácula es bueno y nos ayuda a como derrotar a nuestro gemelo  y la batalla del boss se desarrolla en lo largo y  ancho del cementerio en vez de subir las escaleras y lanzar un maleficio  vamos a tener que elaborar un cetro con la ayuda de tu tío en el cual ensartaremos a tío en el y de esta forma anular los maleficios rebotándolos

- en el waxwork de Londres se ha simplificado muchísimo los policías contribuyen en la búsqueda de tu gemelo maligno las calles son muchas más anchas y ni hay rastro de la muchedumbre enfurecida pero es muy probable que te confundan con jack el destripador si no sigues unos pasos claros en la trama

- en el waxwork de la mina nuestra arma no mata de forma instantánea y debemos de saber gestionar el combustible de nuestro arma

- en el waxwork de la bruja ella sale del waxwork persigiéndonos a lo largo del pasillo de donde nos encontramos antes de entrar a un waxwork y tenemos que reunir a los 4 gemelos en la waxwork de la bruja para poder derrotarla y tras ello tenemos que llevar a Alex en la salida y ponerle el anillo

- fueron removidos las animaciones de muertes tan emblemáticas de la obra original